# پترا پریمر
پترا پریمر (آلمانی: Petra Priemer؛ زادهٔ ۶ فوریهٔ ۱۹۶۱) شناگر اهل آلمان بود.